# Joch (Gebirge)

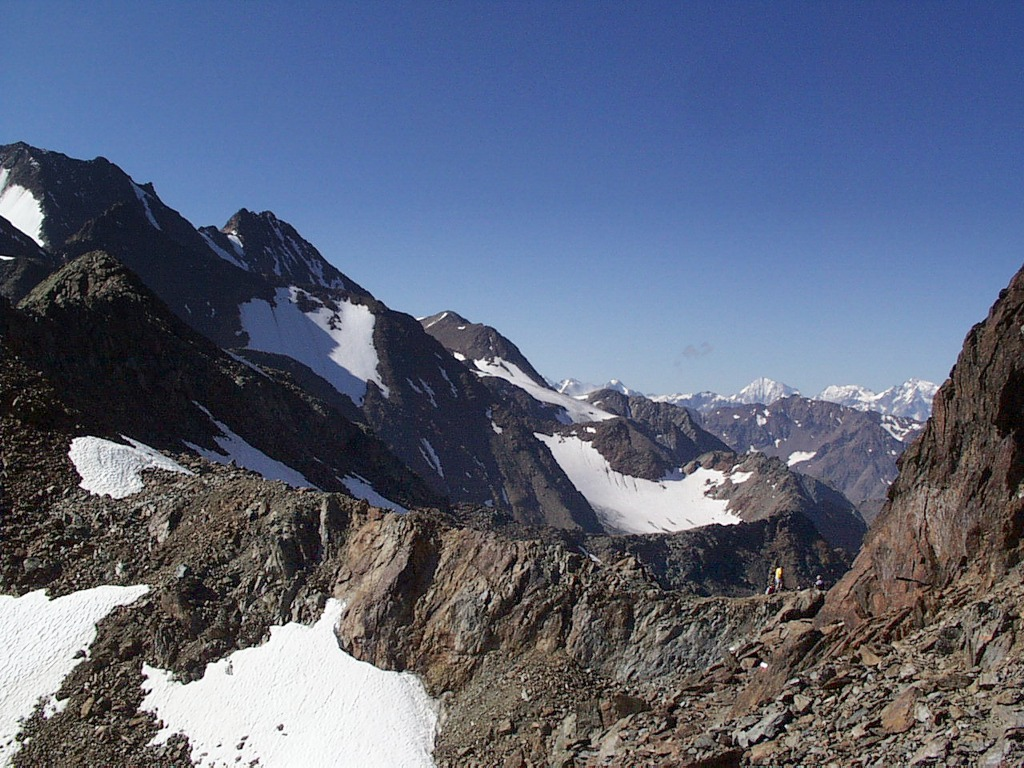
Bildstöckljoch: Übergang vom Schnalstal in das Matscher Tal, im Hintergrund rechts der Ortler und in der Mitte die Königspitze

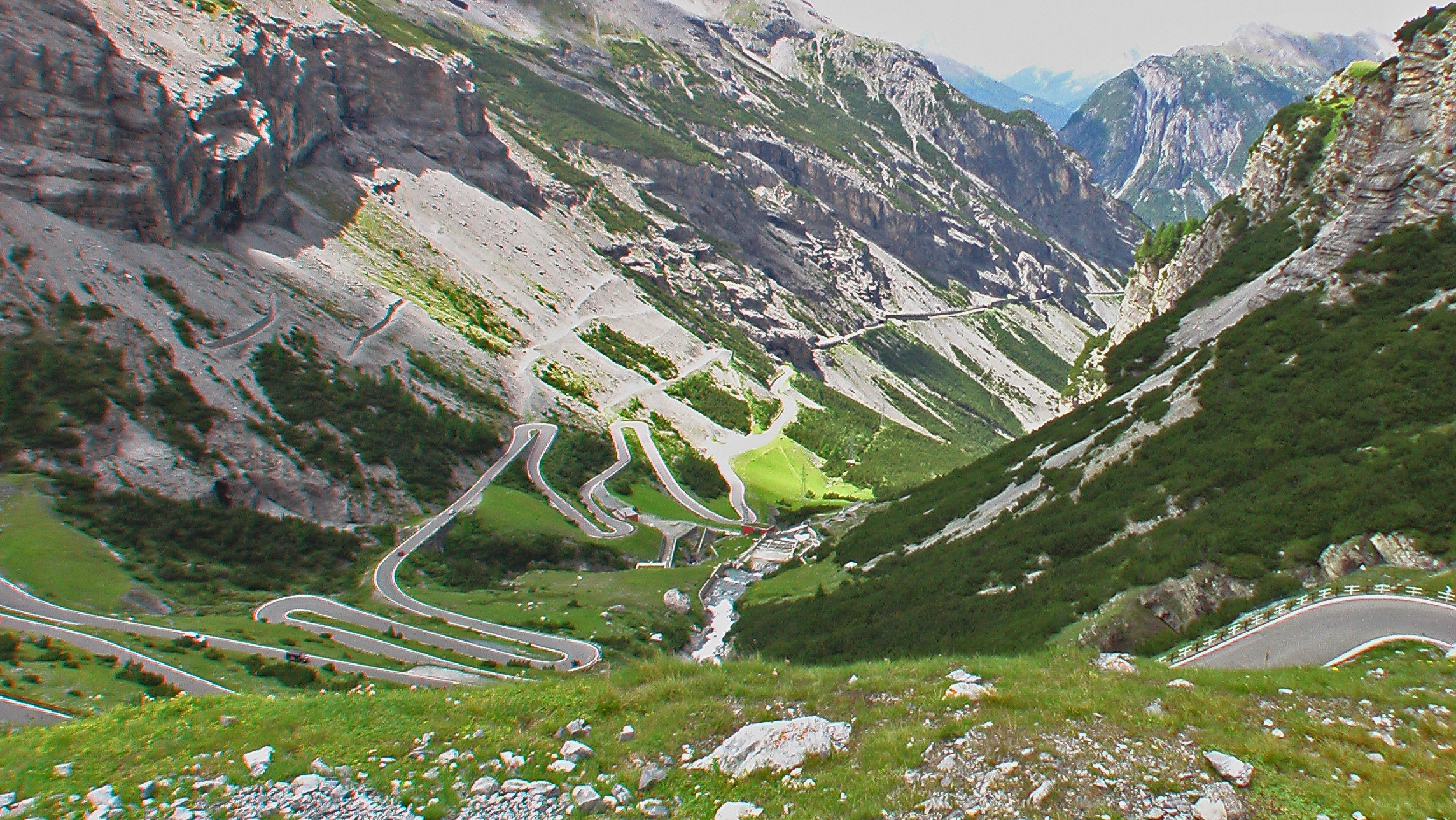
Stilfser Joch in Italien

Joch ist im Alpenraum eine Bezeichnung für den niedrigsten Abschnitt des Kammes zwischen zwei Berggipfeln oder Bergmassiven. In erstgenanntem Fall ist Joch nur bedeutungsidentisch mit dem allgemeineren geographischen Ausdruck Scharte, in letztgenanntem Fall auch mit dem Ausdruck Pass.
Ähnlich wie beim Pass wird die Bezeichnung Joch meistens auch für die Straße oder den Weg verwendet, der über einen besonders niedrigen Kammabschnitt führt, um vom einen Tal ins nächste zu kommen. Beispiele dafür sind das Timmelsjoch und das Stilfser Joch.
Die Bezeichnung „Joch“ in Verbindung mit Übergängen im Gebirge deutet meist auf prähistorische Nutzung hin. Funde und Namen verweisen darauf. So wurde die Eismumie Ötzi am Tisenjoch, einem Übergang vom Schnalstal in das Ötztal, gefunden. Ein anderer Übergang aus dem Schnalstal führt über das Bildstöckljoch ins Matscher Tal (siehe Bild).
In bestimmten Gegenden wird die Bezeichnung Joch auch für Berggipfel benutzt, z. B. Gamsjoch, Kreuzjoch, Sonnjoch (Karwendel), Vorderes Sonnwendjoch (Rofan).
Für den Übergang gibt es weitere Bezeichnungen wie Tor, Törl, Schartl, Jöchl, Jochli, Egg, Gatterl oder Nieder. Eine Abgrenzung ist nicht möglich, da dies sprachlich bedingt ist und auch regional variiert. 